# Lomsjöskogen
Lomsjöskogen är ett naturreservat i Gnesta kommun  i Södermanlands län.
Området är naturskyddat sedan 2001 och är 31 hektar stort. Reservatet som sträcker sig söderut från Sävsjöns södra strand består av gammal barrskog och Lomsjön med omgivande myr.